# Pueblo Seco (Chile)
Pueblo Seco es un pueblo chileno, ubicado en la Región de Ñuble, en la provincia de Diguillín, cercano al pueblo de El Carmen y Quiriquina, y dependiente de la comuna de San Ignacio. Se conforma en plena Ruta N-59 con aproximadamente 50 manzanas y el nombre del lugar resulta paradójico ya que se ubica al costado norte del río Diguillín y sus tierras abundan canales de regadío para la agricultura.

## Demografía
Según el censo de 2002, Pueblo Seco tenía una población de 2293 habitantes, de los cuales 1121 eran hombres y 1172 mujeres. En el pueblo se registraron 673 viviendas en una superficie de 1,20 km², por lo que tenía una densidad poblacional de 1910,8 hab/km².